# Попово (Мольковское сельское поселение)
Попово — деревня в Кардымовском районе Смоленской области России. Входит в состав Мольковского сельского поселения. Население — 15 жителей (2007 год). 
Расположена в центральной части области в 5 км к юго-западу от Кардымова, в 0,1 км южнее автодороги Р134 «Старая Смоленская дорога» Смоленск — Дорогобуж — Вязьма — Зубцов, на берегу реки Малый Вопец. В 5 км юго-восточнее деревни расположена железнодорожная станция Пересветово на линии Москва — Минск. 

## История
В годы Великой Отечественной войны деревня была оккупирована гитлеровскими войсками в августе 1941 года, освобождена в сентябре 1943 года.